# Хартия-08
«Хартия-2008» (кит. 零八宪章/零八憲章, пиньинь Língbā Xiànzhāng) — манифест, подписанный представителями интеллигенции Китая в 2008 году.
Хартия, которая призывает китайское общество к политическим реформам и демократизации, была опубликована 10 декабря 2008 года — в день 60-летия со дня подписания Всеобщей декларации прав человека.
Её содержание перекликается с «Хартией-77» — аналогичным документом, составленным диссидентами Чехословакии в 1977 году.
С момента публикации «Хартию-08» подписало 8100 человек внутри и за пределами Китая.
Автором «Хартии-08» был правозащитник Лю Сяобо, который за создание хартии был осуждён в 2008 году на 11 лет тюремного заключения по обвинению в подстрекательстве к свержению власти. Находясь в тюрьме, Лю Сяобо в 2017 году тяжело заболел, после чего международное сообщество просило Китай направить правозащитника на лечение за границу, в чём было отказано. Китайские власти разрешили перевести больного Лю Сяобо из тюрьмы в одну из китайских больниц, где 13 июля 2017 года он умер от осложнений. В 2010 году, несмотря на протесты руководства КНР, Лю Сяобо была заочно присуждена Нобелевская премия мира.

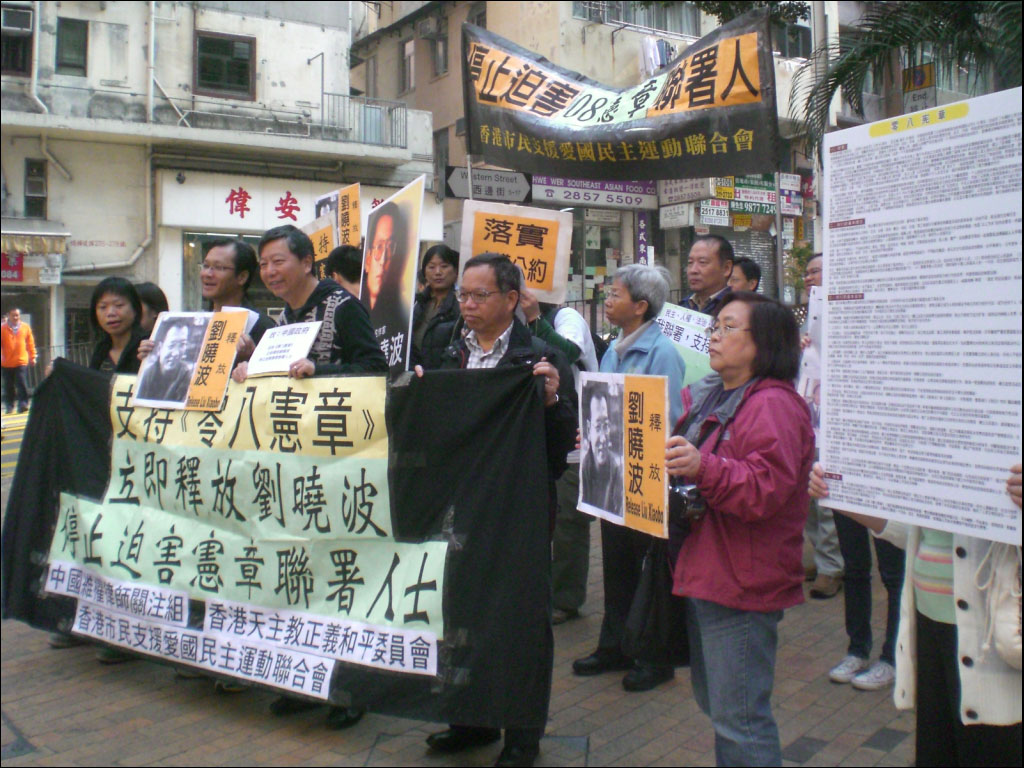
Демонстрация в Гонконге с требованием освобождения Лю Сяобо в декабре 2008 г.

## Отрывок из преамбулы
В 1997 и 1998 годах китайское правительство подписало два важных международных соглашения по правам человека. В 2004 году Национальный Народный Конгресс внёс изменения в Конституцию, добавив положение о том, что «[Государство] уважает и гарантирует права человека». А в этом году правительство обещало разработать и ввести в действие «Национальный План по Соблюдению Прав Человека». Но до сих пор политический прогресс во многом остался на бумаге: существуют законы, но не существует верховенства закона; существует конституция, но не существует конституционного государства; это всё ещё политическая действительность, очевидная всем. Правящая элита продолжает настаивать на исключительности своих властных полномочий, отрицая необходимость проведения политической реформы. Это стало причиной распространения коррупции на государственном уровне, трудности установления верховенства закона, несоблюдения прав человека, нравственного упадка, социальной поляризации, неправильного экономического развития, разрушения природной и культурной среды, отсутствия институтов по защите прав граждан на свободу, собственность и стремление к счастью, постоянного нагнетания социальных конфликтов и проявлений недовольства. В частности, обострение противоречий между правительством и народом, а также значительное увеличение числа массовых беспорядков, указывает на катастрофическую потерю контроля, учитывая, что отсталость существующей системы достигла той точки, когда изменения неотвратимы.